# Leibolz
Leibolz ist ein Ortsteil der Marktgemeinde Eiterfeld im osthessischen Landkreis Fulda.

## Geographische Lage
Der Ortsteil Leibolz ist etwa zwei Kilometer vom Hauptort Eiterfeld entfernt und liegt südöstlich davon auf dem Landrücken zwischen den Talsystemen der Eitra im Westen und der Taft im Osten in der Rhön. Lichtberg (465 m) und Rückersberg (524,7 m) überragen Leibolz mit ihren bewaldeten Kuppen im Südwesten und etwas weiter entfernt, im Süden. Leibolz und Eiterfeld sind, nicht zuletzt durch ein dazwischen liegendes ausgedehntes Gewerbegebiet, baulich zusammengewachsen. 

## Geschichte
Die erste bekannte schriftliche Nennung des Ortes Leibolz stammt aus dem Jahr 1248.

### Gebietsreform
Im Zuge der Gebietsreform in Hessen ergab sich eine Reihe freiwilliger Zusammenlegungen von Gemeinden, an denen sich auch die bis dahin selbständige Gemeinde Leibolz beteiligte. Daraufhin beschloss die Landesregierung mit Wirkung vom 1. Mai 1970 die Eingliederung der Gemeinde Leibolz in die Gemeinde Eiterfeld im Landkreis Hünfeld.
Für Leibolz wurde ein Ortsbezirk mit Ortsbeirat und Ortsvorsteher nach der Hessischen Gemeindeordnung gebildet.

### Bevölkerung
Einwohnerentwicklung
- 1812: 34 Feuerstellen, 399 Seelen[1]

| Leibolz: Einwohnerzahlen von 1812 bis 2015 | Leibolz: Einwohnerzahlen von 1812 bis 2015 | Leibolz: Einwohnerzahlen von 1812 bis 2015 | Leibolz: Einwohnerzahlen von 1812 bis 2015 | Leibolz: Einwohnerzahlen von 1812 bis 2015 |
| --- | ------------------------------------------ | ------------------------------------------ | ------------------------------------------ | ------------------------------------------ |
| Jahr |                                            |                                            |                                            | Einwohner                                  |
| 1812 | 1812                                       |                                            | 399                                        | 399                                        |
| 1834 | 1834                                       |                                            | 275                                        | 275                                        |
| 1840 | 1840                                       |                                            | 285                                        | 285                                        |
| 1846 | 1846                                       |                                            | 303                                        | 303                                        |
| 1852 | 1852                                       |                                            | 301                                        | 301                                        |
| 1858 | 1858                                       |                                            | 293                                        | 293                                        |
| 1864 | 1864                                       |                                            | 303                                        | 303                                        |
| 1871 | 1871                                       |                                            | 301                                        | 301                                        |
| 1875 | 1875                                       |                                            | 293                                        | 293                                        |
| 1885 | 1885                                       |                                            | 313                                        | 313                                        |
| 1895 | 1895                                       |                                            | 308                                        | 308                                        |
| 1905 | 1905                                       |                                            | 328                                        | 328                                        |
| 1910 | 1910                                       |                                            | 319                                        | 319                                        |
| 1925 | 1925                                       |                                            | 304                                        | 304                                        |
| 1939 | 1939                                       |                                            | 332                                        | 332                                        |
| 1946 | 1946                                       |                                            | 478                                        | 478                                        |
| 1950 | 1950                                       |                                            | 439                                        | 439                                        |
| 1956 | 1956                                       |                                            | 370                                        | 370                                        |
| 1961 | 1961                                       |                                            | 331                                        | 331                                        |
| 1967 | 1967                                       |                                            | 333                                        | 333                                        |
| 1970 | 1970                                       |                                            | 335                                        | 335                                        |
| 1980 | 1980                                       |                                            | ?                                          | ?                                          |
| 1990 | 1990                                       |                                            | ?                                          | ?                                          |
| 2000 | 2000                                       |                                            | 379                                        | 379                                        |
| 2005 | 2005                                       |                                            | 390                                        | 390                                        |
| 2010 | 2010                                       |                                            | 402                                        | 402                                        |
| 2011 | 2011                                       |                                            | 393                                        | 393                                        |
| 2015 | 2015                                       |                                            | 374                                        | 374                                        |
| Datenquelle: Historisches Gemeindeverzeichnis für Hessen: Die Bevölkerung der Gemeinden 1834 bis 1967. Wiesbaden: Hessisches Statistisches Landesamt, 1968. Weitere Quellen: ; Gemeinde Eiterfeld; Zensus 2011 |                                            |                                            |                                            |                                            |

Religionszugehörigkeit
 Quelle: Historisches Ortslexikon
| • 1885: | 14 evangelische (= 4,47 %), 299 katholische (= 95,53 %) Einwohner |
| • 1961: | 28 evangelische (= 8,46 %), 301 katholische (= 90,94 %) Einwohner |

## Verkehr
Durch Leibolz führt die Landesstraße 3170, die den Ort mit Eiterfeld und Großentaft verbindet. In der Ortsmitte kreuzt die Kreisstraße 147 von Ufhausen im Nordosten nach Malges im Südwesten.